# Tigre Uno
Extreme Tiger (Tijuana, 4 aprile 1981) è un wrestler messicano.
Attualmente lotta in CMLL con il ring name Extreem Tiger. È conosciuto soprattutto per aver combattuto nella TNA, dove è stato campione X Division, e nella Asistencia Asesoría y Administración, conquistando due volte il AAA World Cruiserweight Championship e due volte il AAA World Tag Team Championship.

## Carriera
Tigre Uno ha debuttato nel wrestling alla fine del 1998 all'età di soli 17 anni allenato da Rey Misterio sr. Nel corso degli anni egli ha lottato con la maschera di Tyger, un'imitazione di carattere giapponese della Tiger Mask. Egli innanzitutto acquisitò notorietà come parte della World Wrestling Association (WWA) a Tijuana, Baja California, che divenne il suo "territorio nazionale". Ha anche iniziato a lavorare per Desastre totale Ultraviolento (DTU) e Nueva generazione Xtrema (NGX), adottando uno stile più hardcore di wrestling che ha coinvolto l'uso di armi, tavoli, sedie e scale negli incontri.

### Total Nonstop Action (2013-2016)
Il 4 dicembre 2013, Tigre Uno fece il suo debutto americano in TNA, con il ring name di Ultimate Tiger perdendo contro Michael Paris (Dj Z) in un match per la TNA Xplosion. Il 25 febbraio 2014, è stato confermato che Tiger aveva firmato con la TNA e che sarebbe debuttato con il ring name di Tigre Uno a Lockdown il 9 marzo. Il giorno del suo debutto, Tigre Uno venne sconfitto da Manik in uno steel cage match. Quattro giorni dopo, Tigre Uno ha debuttato a Impact Wrestling, in team con Sanada per il TNA World Tag Team Championship contro The BroMans (Jessie Godderz e Robbie E), in un non-title match. Dal 23 al 31 agosto, Tigre Uno ha lavorato in tour con la promozione giapponese Wrestle-1 come sostituto dell'infortunato Davey Richards. Il tour è stato parte di un rapporto di lavoro tra TNA e Wrestle-1. Il 15 maggio 2014, Tigre Uno affronta per l'X Division Championship Seiya Sanada e DJ Z in un triple threat match ma non riesce a vincere il titolo. A Slammiversary XII, Tigre Uno gareggia in un Ladder match per il TNA X Division Championship, vinto da Sanada. Il 14 agosto nell'edizione di Impact Wrestling, Tigre Uno ha lottato in un match di X division che fu vinto da Low Ki. Il 23 gennaio 2015 edizione di Impact Wrestling, Uno affronta Mahabali Shera perdendo. Il 1º maggio nell'edizione di Impact Wrestling, Uno ha gareggiato in un ladder match per il TNA X Division championship che fu vinto da Kenny King. Il 22 maggio nell'edizione di Impact Wrestling, Tigre Uno ha gareggiato in un 6-way X Division elimination match che fu vinto da Rockstar Spud. Il 24 giugno 2015, Tigre Uno ha conquistato il suo primo X Division Championship battendo in un 3-way elimination match Low Ki e Grado.
Il 15 luglio 2015 mantiene il titolo sconfiggendo Grado, Rockstar Spud e DJ Z.

### Cosejo Mundial de Lucha Libre
Extreem Tiger debutta in CMLL il 15 aprile del 2016 battendo Ultimo Guerrero.

## Personaggio

### Mosse finali
- Sabertooth Splash (450º Splash, qualche volta con la corckscrew fuori dal ring)

### Soprannomi
- "Gato Suicida"
- "Rey Extemo de Tijuana"

## Titoli e riconoscimenti
Asistencia Asesoría y Administración
- AAA Cruiserweight Championship (2)
- AAA World Tag Team Championships (2) - con Halloween (1) e Jack Evans (1)
- Alas de Oro (2007)
- Copa Abismo Negro (2009)
- Copa Gladiator (2010)
- Rey de Reyes (2011)

Nuevo Generation Extrema
- NGX Extreme Championship (2)
- NGZ King of Deathmatch (2003)

Pro Wrestling Illustrated
- 166º tra i 500 migliori wrestler singoli nella PWI 500 (2010)

Altri titoli
- Baja California Lightweight Championship (1)
- TNA X Division Championship (1)

## Vita personale
Tigre Uno è sposato e ha bambini, ma avendo sempre lavorato sotto la maschera, di quella parte della sua vita non si sa nient'altro. Attualmente vive nello stato della Bassa California.